# Бурнич, Дженис
Дже́нис Бу́рнич (нем. и босн. Dženis Burnić; род. 22 мая 1998, Германия) — немецкий и боснийский футболист, полузащитник клуба «Карлсруэ» и сборной Боснии и Герцеговины.

## Карьера
Бурнич является воспитанником дортмундской «Боруссии». В январе 2015 года, в возрасте 16 лет, был впервые вызван Юргеном Клоппом на сборы с основной командой. Спустя месяц он продлил свой контракт с клубом до лета 2018 года. 18 октября 2016 года дебютировал в Лиге чемпионов в поединке против лиссабонского «Спортинга», выйдя на замену на 90-й минуте вместо Феликса Пасслака. 7 июля 2017 года Бурнич перешёл в аренду в «Штутгарт».